# Акулинки
Акулинки — деревня в Починковском районе Смоленской области России. Входит в состав Княжинского сельского поселения. Население — 50 жителей (2007 год). 
Расположена в центральной части области в 12 км к западу от Починка, в 10 км западнее автодороги А141 Орёл — Витебск, на берегу реки Серебрянка. В 13 км восточнее деревни расположена железнодорожная станция Починок на линии Смоленск — Рославль. 

## История
В годы Великой Отечественной войны деревня была оккупирована гитлеровскими войсками в июле 1941 года, освобождена в сентябре 1943 года.